# Коровин, Вячеслав
Вячесла́в Коро́вин (род. 8 сентября 1962) — советский легкоатлет, специалист по метанию молота. Выступал за сборную СССР по лёгкой атлетике в 1980-х годах, бронзовый призёр чемпионата Европы среди юниоров. Мастер спорта СССР международного класса.

## Биография
Вячеслав Коровин родился 8 сентября 1962 года. Вероятно, сын известного нижегородского специалиста по метаниям Геннадия Ивановича Коровина, который также воспитал заслуженного тренера России Ивана Коптюха.
Занимался лёгкой атлетикой в Краснодаре, состоял в добровольном спортивном обществе «Динамо».
Первого серьёзного успеха на международном уровне добился в сезоне 1981 года, когда вошёл в состав советской сборной и выступил на юниорском европейском первенстве в Утрехте — в зачёте метания молота с результатом 68,36 завоевал бронзовую медаль, уступив только немцу Кристофу Занеру и соотечественнику Сергею Дорожону.
В 1982—1986 годах регулярно принимал участие в различных всесоюзных соревнованиях, метая молот за 70 метров.
Наивысшего успеха в своей спортивной карьере добился в 1987 году, когда на соревнованиях в Челябинске метнул молот на 82,24 метра. С этим результатом по итогам сезона занял третье место в мировом рейтинге — его обошли другие советские метатели, призёры Олимпийских игр Сергей Литвинов и Игорь Астапкович.
В 1988 году на турнире в Леселидзе показал 24-й результат мирового сезона — 79,24 метра.
В 1989 году в Тольятти метнул молот на 79,10 метра, став двенадцатым по итогам сезона, и на этом завершил спортивную карьеру.
За выдающиеся спортивные достижения удостоен почётного звания «Мастер спорта СССР международного класса»